# 15&
15& (Hangul:피프 틴 앤드, còn được gọi là fifteen and) là một nhóm nhạc bộ đôi của Hàn Quốc ký hợp đồng với JYP Entertainment ra mắt vào năm 2012. Bộ đôi này gồm Park Jimin và Baek Yerin. 15 & là sự kết hợp các độ tuổi của họ khi mới ra mắt và '&' có nghĩa là họ có thể thành công trong tương lai. Họ đã phát hành single đầu tay "I Dream" vào ngày 5 tháng 10 năm 2012. Bộ đôi được chính thức thông báo đã tan rã vào tháng 8 năm 2019 sau khi Jimin thông báo rằng cô đã rời JYP.

## Lịch sử hoạt động

### Hình thành
Năm 2012, Park Jimin là người chiến thắng vị trí đầu tiên của chương trình truyền hình Hàn Quốc, " K-pop star ".  Với cơ hội ký hợp đồng với ba hãng thu âm lớn (YG Entertainment, SM Entertainment và JYP Entertainment). Theo báo cáo của SBS, cô đã quyết định ký hợp đồng với JYP Entertainment vào ngày 21 tháng 5.
Khi Baek Yerin được mười tuổi, cô được giới thiệu như là một " thiên tài R&B " trên Star King. Năm 2008, cô thử giọng với Beyoncé 's " Listen "và đã được chấp nhận như một thực tập sinh cùng một lúc với Wooyoung (2PM) và Doo-joon (Beast). Yerin đã từng là một thực tập sinh của JYP trong hơn bốn năm trước khi cô chính thức ra mắt với Jimin.

### 2012 - 2019: Ra mắt và đĩa đơn mới, tan rã
Đĩa đơn đầu tiên của họ, "I Dream" phát hành vào ngày 05 Tháng 10, năm 2012 ra mắt của bộ đôi chính thức bắt đầu vào ngày 7 tháng 10 năm 2012, biểu diễn trên SBS Inkigayo. Ngày 12 tháng 10 năm 2012, 15& tổ chức các buổi hòa nhạc "school attack" của họ. Các cô gái đã trình diễn tại trường trung học Chungdam, trung học cơ sở Eonnam, Sungil ìnformation, Trung học và Đại học Dankook. Trong tám giờ, 15& tổ chức một buổi hòa nhạc bất ngờ tại mỗi trường, biểu diễn bài hát đầu tay của họ và các phiên bản cover của Alicia Keys 's " Put it in a Love Song ", và SISTAR19 's " Ma Boy ". Các buổi hòa nhạc được tổ chức bởi các ứng dụng âm nhạc kỹ thuật số của KT, và "Genie". Sự kiện này đã thu hút tổng cộng 5.000 người tham dự. Không chỉ những sinh viên tham dự các trường học đã có, nhưng cũng có những người dân sống gần đó đã nghe những tin tức của buổi hòa nhạc miễn phí.
Vào cuối tháng 3 năm 2013, 15& bắt đầu quảng bá đĩa đơn thứ hai, "Somebody" của họ. Các video âm nhạc cho thấy họ nhại "K-Pop Star" giám khảo trong khi phản ứng với tổ chức thử giọng của các diễn viên trẻ khác nhau. Vào ngày 7 tháng 4 năm 2013, họ đã làm cho sân khấu trở lại của họ trên K-pop Star 2 đêm chung kết với "Somebody". Sau khi phát hành trong cùng một ngày, ca khúc này đã tăng lên hội nghị thượng đỉnh của bảng xếp hạng âm nhạc trên Olleh, Melon, Daum và những người khác.
Vào đầu tháng 4 năm 2014, họ phát hành đĩa đơn thứ ba của họ, "Can't Hide It". Ngày 13 Tháng Tư 2014, họ có sân khấu comeback trên K-pop sao 3 đêm chung kết với " Can't hide it.". Nó cũng đã được tiết lộ rằng album đầu tiên dự kiến sẽ được phát hành vào tháng năm 2014 Ngày 26, năm 2014, album đầy đủ đầu tiên của họ, "sugar" được phát hành vào kỹ thuật số và vật lý cùng với các video âm nhạc trên YouTube. Họ đã trở lại trên Mnet Countdown vào ngày 29 Tháng Năm 2014.
Vào tháng 8 năm 2019, JYP đã thông báo rằng bộ đôi đã tan rã sau khi Jimin không tái hợp đồng với JYP.

## Thành viên
| Nghệ danh               | Nghệ danh | Tên thật    | Tên thật | Ngày sinh                     |
| Latinh                  | Hangul    | Latinh      | Hangul   | Ngày sinh                     |
| ----------------------- | --------- | ----------- | -------- | ----------------------------- |
| Jimin Park / Jamie Park | 지민박    | Park Ji-min | 박지민   | 05 tháng 7 năm 1997 (25 tuổi) |
| Yerin / Yerin Baek      | 예린      | Baek Ye-rin | 백예린   | 26 tháng 6 năm 1997 (25 tuổi) |

## Danh sách đĩa nhạc

### Album
| Album | Thông tin                                                                                   | Thứ hạng cao nhất | Doanh số    |
| Album | Thông tin                                                                                   | HQ                | Doanh số    |
| ----- | ------------------------------------------------------------------------------------------- | ----------------- | ----------- |
| Sugar | - Ngày phát hành: 26 tháng 5 năm 2014 - Hãng đĩa: JYP Entertainment - Định dạng: CD, tải về | 9                 | - HQ: 2.000 |

### Đĩa đơn
| Bài hát                                           | Năm  | Thứ hạng cao nhất | Thứ hạng cao nhất | Doanh số (tải về) | Album                         |
| Bài hát                                           | Năm  | HQ Gaon           | HQ Hot 100        | Doanh số (tải về) | Album                         |
| ------------------------------------------------- | ---- | ----------------- | ----------------- | ----------------- | ----------------------------- |
| "I Dream"                                         | 2012 | 6                 | 11                | - HQ: 823.170     | Sugar                         |
| "Somebody"                                        | 2013 | 3                 | 10                | - HQ: 746.025     | Sugar                         |
| "Can't Hide It"                                   | 2014 | 1                 | 3                 | - HQ: 671.971     | Sugar                         |
| "Sugar"                                           | 2014 | 17                | 36                | - HQ: 189.829     | Sugar                         |
| "Love is Madness"                                 | 2015 | 2                 | —                 | - HQ: 635.283     | Đĩa đơn không nằm trong album |
| "—" cho biết bài hát không lọt vào bảng xếp hạng. |      |                   |                   |                   |                               |

### Bài hát lọt vào bảng xếp hạng khác
| Bài hát                  | Năm  | Thứ hạng cao nhất | Doanh số (tải về) | Album |
| Bài hát                  | Năm  | HQ                | Doanh số (tải về) | Album |
| ------------------------ | ---- | ----------------- | ----------------- | ----- |
| "Rain & Cry"             | 2014 | 46                | - HQ: 52.613      | Sugar |
| "Star"                   | 2014 | 85                | - HQ: 25.834      | Sugar |
| "Not Today Not Tomorrow" | 2014 | 95                | - HQ: 23.805      | Sugar |

## Phim tham gia

### Nhiều chương trình
| Tiêu đề                                                             | Mạng truyền hình | Lưu ý                                           |
| ------------------------------------------------------------------- | ---------------- | ----------------------------------------------- |
| Beatles Code                                                        | Mnet             | 121.110                                         |
| Show Champion                                                       | 121.106          |                                                 |
| K-Pop Star Audition Season 2                                        | SBS              | Finale Episode                                  |
| Weekly idol                                                         | MBC every 1      | Tập 96                                          |
| Global WGM                                                          | MBC              | Khách 2am                                       |
| KBS Concert Feel 2                                                  | KBS              | 130.606                                         |
| K-Pop Star Audition Season 3                                        | SBS              | Finale Episode                                  |
| After School Club                                                   | Arirang          | Tập 67                                          |
| Star King                                                           | SBS              | Episode 367                                     |
| After School Club                                                   | Arirang          | Behind The Scene Cut Ep. 68                     |
| real 15 &                                                           | YouTube          | Tập 1-3                                         |
| After School Club                                                   | Arirang          | Tập 76, 78 Sau Show với Eric Nam và Kevin Woo   |
| Meet & Greet                                                        | MNet             | 140.623                                         |
| KBS Jeonju butterfly special                                        | KBS              | 140.625                                         |
| Singers game                                                        | MNet             | JYP Entertainment so với Starship Entertainment |
| After School Club                                                   | Arirang          | Tập 87 C-Clown (Jimin Co-MC)                    |
| Tập 88 Behind The Scene Cut                                         |                  |                                                 |
| Tập 89 Sistar (Jimin Co-MC)                                         |                  |                                                 |
| Tập 90 Behind The Scene Cut                                         |                  |                                                 |
| Tập 91 & 92 Special summer với Eric Nam, BtoB Peniel và Brad        |                  |                                                 |
| Tập 93 Homme (Jimin Co-MC)                                          |                  |                                                 |
| Tập 94 After school Show với Eric Nam, C-Clown của Rome và Kang Jun |                  |                                                 |
| Episode 95 BTS Bangtan Boys (Jimin Co-MC)                           |                  |                                                 |
| Tập 96 Àfter Show với Eric Nam, C-Clown của Rome và Kang Jun        |                  |                                                 |

### Đài phát thanh
| Năm                                                                 | Tiêu đề      | Kênh                               |
| ------------------------------------------------------------------- | ------------ | ---------------------------------- |
| Young Street SBS Power FM của K.Will                                | SBS Power FM | 140.420                            |
| Power Time Choi Hwa Jung của SBS Power FM của                       | SBS Power FM | 140.421                            |
| ShimShimTaPa MBC Pyojun FM Shindong                                 | MBC          | 140.426                            |
| Trường Kim Chang Ryul của SBS Power FM của                          | SBS Power FM | 140.429                            |
| A Night Like Tonight của đài SBS Power FM của Jung Sunhee           | SBS Power FM | 140.430                            |
| KBS 2FM Super Junior KISS THE RADIO                                 | KBS 2FM      | 140.430                            |
| KBS Lee So Ra của Gayo Plaza                                        | KBS Cool FM  | 140.503                            |
| Love Game của đài SBS Park So Hyun                                  | SBS Power FM | 140.505                            |
| A Night Like Tonight của đài SBS Power FM của Jung Sunhee           | SBS Power FM | 140.510                            |
| Young Street SBS của K.Will                                         | SBS Power FM | 140.511                            |
| Kênh Arirang Super K-Pop                                            | Arirang      | 140.519                            |
| Đài phát thanh KBS Gayo Hàn Quốc                                    | KBS          | 140.524                            |
| MBC Radio Star Night                                                | MBC          | 140.529                            |
| Vui vẻ nhanh Đài phát thanh SBS Công viên Jisun & Park của Youngjin | SBS          | 140.530                            |
| Arirang radio âm thanh-K                                            | Arirang      | 140.609                            |
| EBS 경청                                                            | EBS FM       | 140.618                            |
| Arirang Radio Music truy cập: Aron 'Gia đình                        | Arirang      | 140.618, 140.625                   |
| Arirang Radio Music truy cập: Aron 'Gia đình                        | Arirang      | 140.709, 140.716, 140.723, 140.730 |
| SBS CulTwo Hiện                                                     | SBS          | 140710 (Public Broadcast), 140.712 |
| MBC FM4U của "2:00 ngày Kyungrim viên của" Radio                    | MBC          | 140.530                            |
| Arirang Radio Music truy cập: Aron 'Gia đình                        | Arirang      | 140.806, 140.813, 140.820, 140.827 |

### Loại khác
2012
- 15 & SOUND Season 1

2013
- 15 & SOUND Season 2
- 15 & Guerrilla Concert với Genie @ Đại học Sogang, Hanlim trường nghệ thuật Hanlim, Đại học Sejong & Gangnam Station M-Stage (với JYP) - 2013/08/04
- 15 & Veranda Live - 2013/04/28
- Hanbit Nghệ thuật biểu diễn của Công ty Âm nhạc Concert in the Dark - 2013/09/30
- 13 thanh niên Truyền thông Festival - 2013/10/25

2014
- Mnet Wide Guerilla Concert Mini tại Hongdae - 2014/05/29
- 15 & Veranda Live - 2014/06/20 & 2014/06/27
- Yeosu Liên hoan Thanh niên Quốc tế - 2014/08/01
- JYP Nation Concert 2014 "1 Mic" (Seoul, Hong Kong, Tokyo)